# Массачусетський університет в Емгерсті
Массачусетський університет в Емгерсті (англ. University of Massachusetts Amherst) — державний дослідницький університет в Емгерсті, штат Массачусетс. Він є найстарішим та найбільшим університетом у системі Массачусетського університету. Массачусетський університет в Емгерсті був заснований у 1863 році як Массачусетський сільськогосподарський коледж. Університет також є членом Консорціуму п'яти коледжів.
Массачусетський університет в Емгерсті є найбільшим університетом Массачусетсу за розміром студмістечка та кількістю студентів. Університет пропонує академічні ступені за 109 бакалаврськими, 77 магістерськими та 48 докторськими програмами. Програми координуються в дев'яти школах і коледжах. Станом на осінь 2022 року в університеті щорічно навчається понад 32 000 студентів та викладають 1900 викладачів. Відповідно до класифікації Фонду Карнегі університет належить до докторських університетів з високим обсягом дослідницької діяльності. За даними Національного наукового фонду, у 2018 році університет витратив 211 мільйонів доларів на дослідження та розробки.
21 університетська спортивна команда змагається в першому дивізіоні Національної асоціації студентського спорту. Спільно університетські команди відомі під назвами Minutemen і Minutewomen.

## Історія

### Заснування та ранні роки

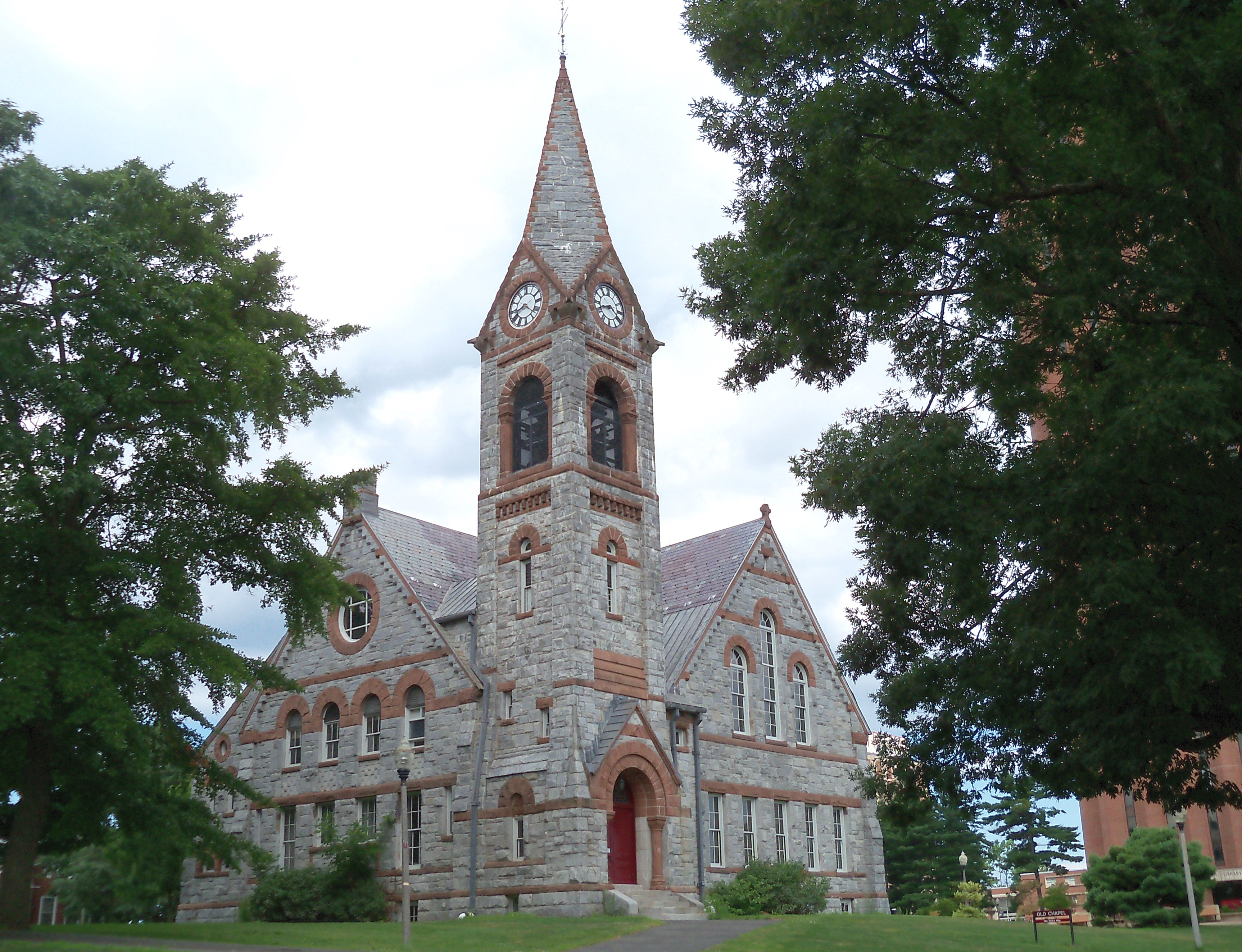
Стара Каплиця, побудована в 1884 році в студмістечку

Університет був заснований у 1863 році відповідно до положень федеральних законів Моррілла про надання земельних ділянок для заснування коледжів для навчання громадян Массачусетсу «сільськогосподарським, механічним і військовим справам». Відповідно, спочатку університет був названий Массачусетським сільськогосподарським коледжем. Однак, в 1867 році університет, ще не приймав студентів, а також не було завершено будівництво корпусів, хоча вже дві особи встигли побувати президентом коледжу.  В 1867 році науковця та військового Вільяма С. Кларка було призначено президентом коледжу та професором ботаніки. Він призначив викладачів, скоординував завершення будівництва і восени 1867 року прийняв перший клас із приблизно 50-ти студентів. Кларк став першим президентом, який займав цю посаду впродовж тривалого строку після відкриття коледжу. Засновниками коледжу вважаються Вільям С. Кларк, Леві Стокбридж, Чарльз Гессманн і Генрі Гілл Ґудел. Коледж розвивався під керівництвом президента Генрі Гілла Ґудела. У 1880-х роках Гудел реалізував план розширення коледжу, додавши кілька нових будівель.

На початку 20-го століття збільшилась кількість студентів і навчальних програм. Перша студентка була прийнята в 1875 році на неповний навчальний день, а перша студентка на денну форму навчання була прийнята в 1892 році. Перший спеціальний жіночий гуртожиток, будинок на честь Ебіґейл Адамс (на місці сучасної вежі Ледерле), був побудований у 1920 році.

### Сучасна епоха
В 1970-х роках університет продовжував розвиватися і, студмістечком почали курсувати маршрутні автобуси, а також зводилось багато нових архітектурних споруд, включаючи кампус-центр Маррея Д. Лінкольна з готелем, офісними приміщеннями, вишуканим рестораном, студентською крамницею та проходом до парковки, бібліотеку імені Вільяма Дюбойса  і центр образотворчого мистецтва.
Протягом наступних двох десятиліть було побудовано Центр аспірантури імені Джона В. Ледерла та Національний дослідницький центр полімерів імені Конте. Таким чином Массачусетський університет в Емгерсті перетворився на потужну дослідницьку установу. Меморіальний центр для відвідувачів імені Робшама приймав тисячі гостей студмістечка після свого відкриття в 1989 році. У 1993 році для проведення спортивних та інших великих заходів було відкрито Маллінз-центр.

### 21 століття
У 2003 році законодавчі збори штату Массачусетс віднесли Массачусетський університет в Емгерсті до дослідницьких університетів, і назвали його «передовою установою системи Массачусетського університету». Університет був названий найкращою установою, що випускає лауреатів програми Фулбрайта у 2008–2009 навчальному році. Крім того, у 2010 році він був названий одним із «Кращих коледжів та університетів, які зробили внесок у навчальний корпус Teach For America 2010».

## Рейтинги
В рейтингу американських університетів на 2024 рік, що складається виданням US News & World Report, Массачусетський університет в Емгерсті посів 67 місце. В рейтингу «Навчальний заклад з найкращою цінністю», який також складається US News & World Report, університет обійняв 122 місце. В рейтингу найкращих державних закладів освіти, що також складається  US News & World Report, університет посів 32 місце.
В рейтингу коледжів на 2024 рік, що складається виданням The Wall Street Journal, Массачусетський університет в Емгерсті посів 190 місце. В рейтингу видання Forbes за 2023 рік університет посів 126 місце. В рейтингу американських університетів видання Washington Monthly за 2023 рік Массачусетський університет в Емгерсті посів 90 місце.

## Організація, управління та ступені
У складі Массачусетського університету в Емгерсті функціонують наступні коледжі та школи:
- Стокбриджська школа сільського господарства
- Педагогічний коледж
- Коледж гуманітарних наук та образотворчих мистецтв
- Школа громадського здоров'я та наук про здоров'я
- Коледж соціальних і поведінкових наук
- Айзенбергська школа менеджменту
- Інженерний коледж
- Коледж медсестринської справи імені Елейн Н. Маріб
- Коледж природничих наук
- Меннінгський коледж інформаційних та комп’ютерних наук
- Школа державної політики

Спочатку голова Массачусетського університету в Емгерсті мав титул президента. Коли у 1963 році був заснований Массачусетський університет в Бостоні, він спочатку вважався підрозділом Массачусетського університету в Емгерсті,  і його очолював ректор, який звітував перед президентом. В 1970 році відбулась реорганізація системи Массачусетського університету, відповідно до якої усі п'ять університетів, що входять до системи очолюються ректорами, які є підзвітними президенту системи Массачусетського університету.
Нинішній ректор Массачусетського університету в Емгерсті  – Гав’єр Рейес. Ректор проживає в Гіллсайді, резиденції для ректорів в студмістечку. Рейес — перша особа латиноамериканського походження, яка обіймала посаду ректора університету.
В університеті працює близько 1300 штатних викладачів. Університет пропонує 111 ступенів бакалавра, 75 ступенів магістра та 47 ступенів доктора наук.

## Навчання

### Вступна статистика
В 2023 році Массачусетський університет в Емгерсті зарахував 64 % від кількості осіб, що подали заяви на вступ до університету. З тих, хто скористався попереднім прийманням заяв, було зараховано 69,9 % відсотків. Половина абітурієнтів, прийнятих до університету, які подали результати тесту, мають оцінку SAT в діапазоні від 1260 до 1480 або оцінку ACT — в діапазоні від 29 до 33. Однак одна чверть прийнятих абітурієнтів отримала результати вище цих діапазонів, а одна чверть — нижче цих діапазонів.

### Коледж підвищеної підготовки Співдружності Массачусетсу
Коледж підвищеної підготовки Співдружності при Массачусетському університеті в Емгерсті надає студентам можливість інтенсифікувати свою навчальну програму, яку вони проходять в університеті. Членство в Коледжі підвищеної підготовки не вимагається, щоб закінчити університет із такими відзнаками, як magna або summa cum laude. У 2013 році Університет завершив будівництво житлового мікрорайону для Коледжу підвищеної підготовки для обслуговування коледжу, включаючи аудиторії, адміністрацію та житло для 1500 студентів і деяких викладачів.

### Консорціум п'яти коледжів
Массачусетський університет в Емгерсті є частиною Консорціуму п’яти коледжів, що дозволяє студентам університету відвідувати заняття, брати книги, працювати з професорами тощо в чотирьох інших навчальних закладах: Емгерстському коледжі, Гемпширському коледжі, Коледжі Маунт-Голіок та Сміт-коледжі.

### Громадська діяльність
Програма залучення громадськості (англ. Community Engagement Program; CEP) пропонує курси, які поєднують навчання в аудиторії з громадською діяльністю.
Білий дім включав Массачусетський університет в Емгерсті до Почесного президентського списку закладів вищої освіти в сфері громадської діяльності протягом чотирьох років поспіль, на знак визнання відданості університету волонтерству, навчанню шляхом участі в соціальних проектах та громадській активності. Фонд Карнегі за покращене викладання також назвав університет «університетом, залученим до громади».

### Дослідження
Витрати на дослідницьку діяльність в університеті склали понад 200 мільйонів доларів США у 2014 фінансовому році.  За даними Національного наукового фонду, у 2018 році університет витратив 211 мільйонів доларів на дослідження та розробки. У 2016 році академічний склад університету запровадив політику відкритого доступу, щоб зробити свої дослідження загальнодоступними в Інтернеті.
Команда вчених з Массачусетського університету в Емгерсті під керівництвом Вінсента Ротелло розробила молекулярний ніс, який може виявляти та ідентифікувати різні білки. Дослідження було опубліковано в травневому випуску журналу Nature Nanotechnology 2007 року. Крім того, вчені Массачусетського університету в Емгерсті Річард Фарріс, Тод Емрік і Брайан Кафлін очолили дослідницьку групу, яка розробила синтетичний полімер, який не горить. Цей полімер є будівельним блоком пластику, і до складу нового вогнезахисного пластику не потрібно буде додавати вогнезахисні хімікати. Нещодавно розроблені полімери не вимагатимуть додавання потенційно небезпечних хімікатів.

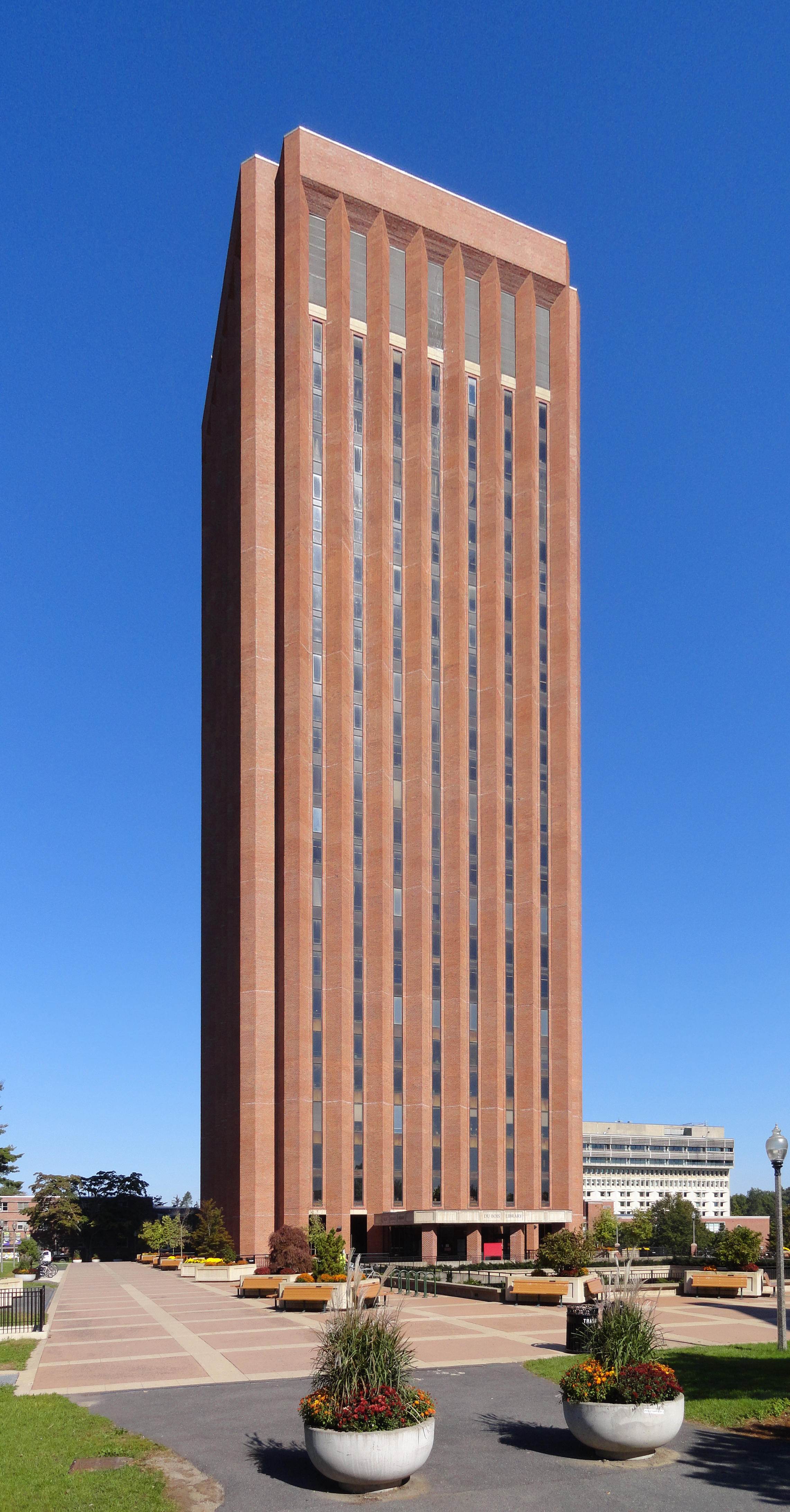
Бібліотека ім. Вільяма Дюбойса є третьою за висотою бібліотекою світу та найвищою бібліотекою університету.

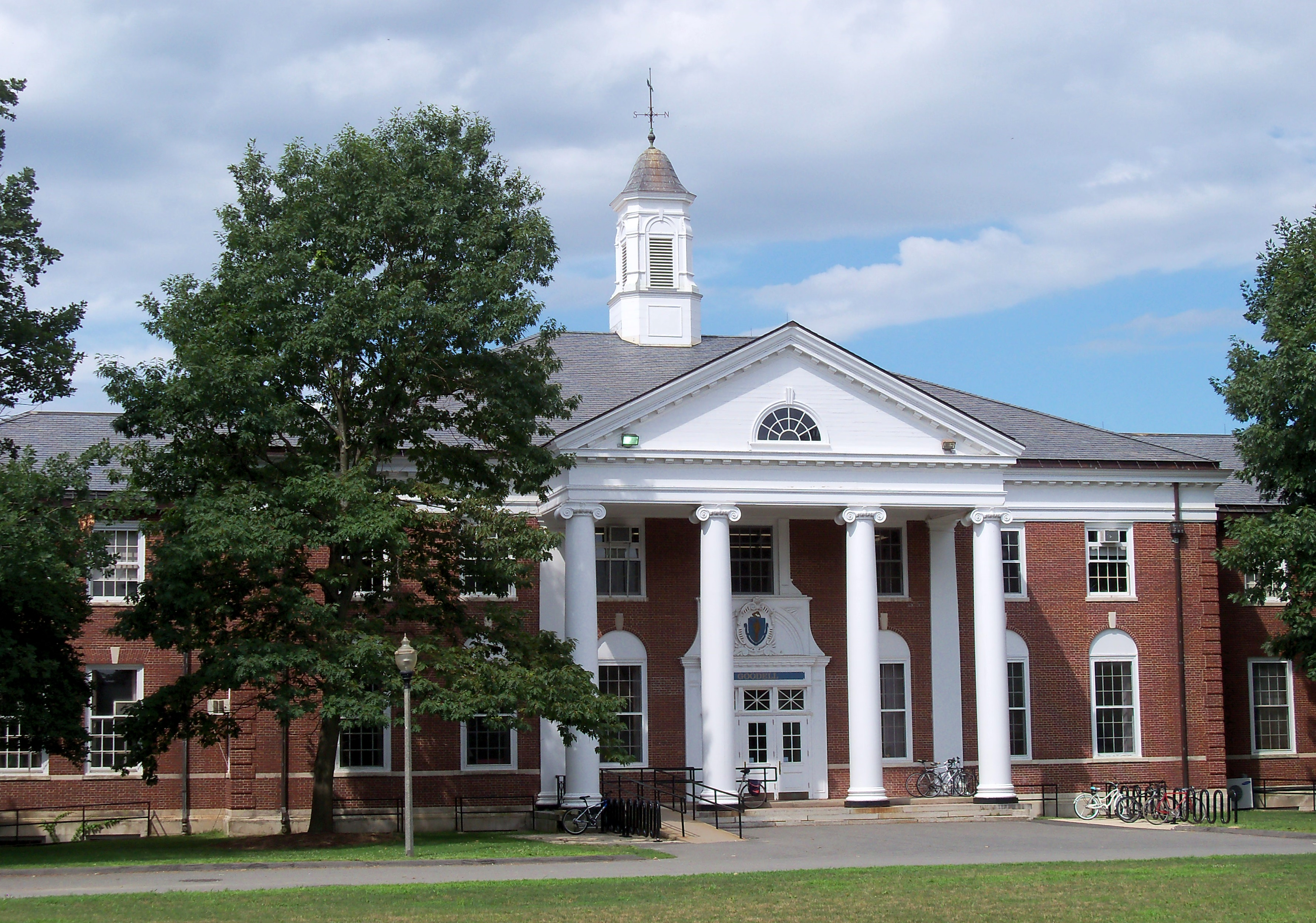
Ґудел-хол

## Студмістечко

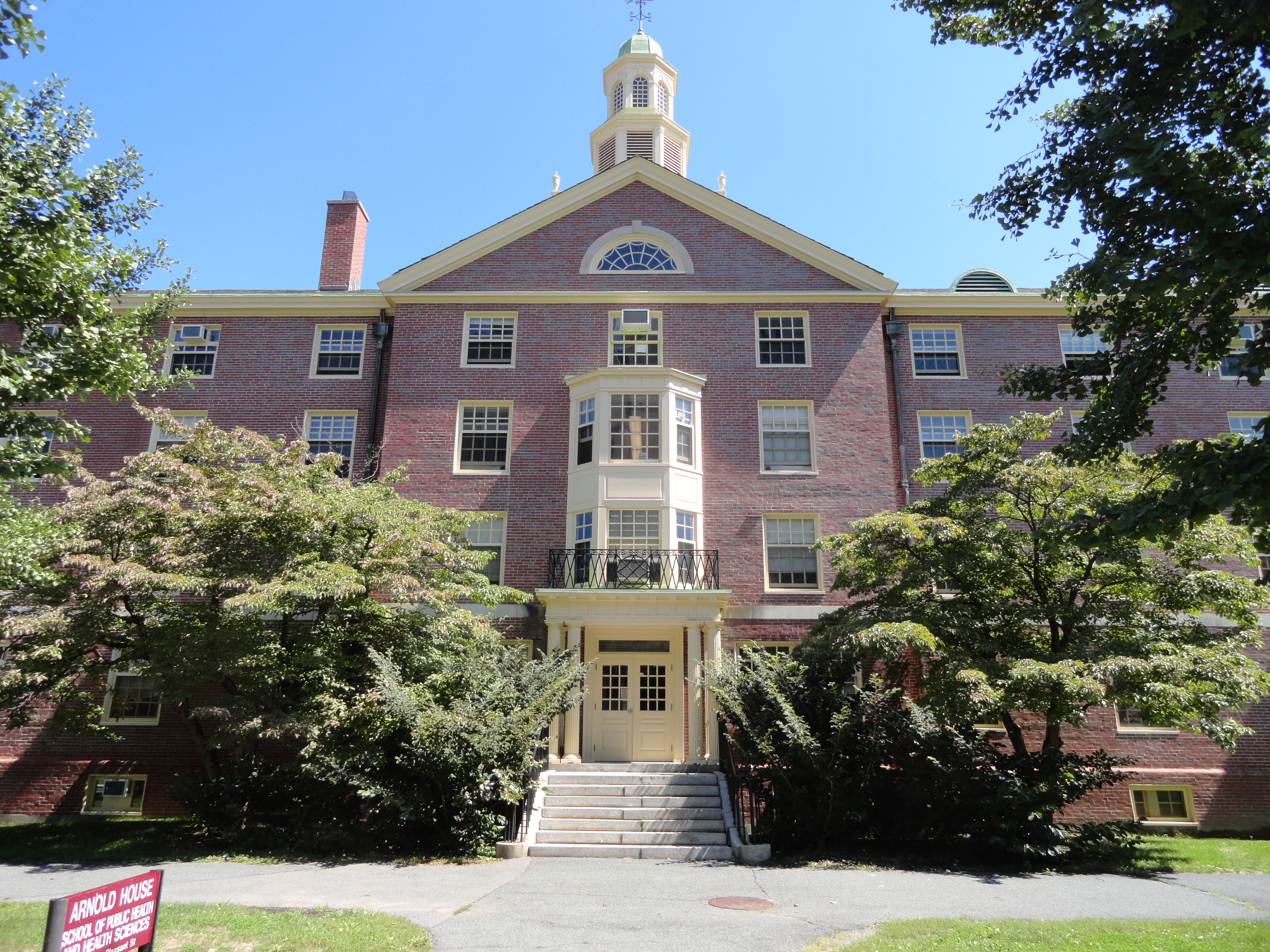
Арнольд-хаус, частина північно-східного житлового району

Студмістечко розташоване на 1450 акрах, головним чином у місті Емгерст, але також частково в сусідньому місті Гедлі. Студмістечка простягається приблизно на 1,6 км від Кампус-центру в усіх напрямках, і його можна розглядати як серію концентричних кіл, де у внутрішньому колі розташовані навчальні корпуси та дослідницькі лабораторії. Внутрішнє коло оточене коло із семи житлових районів і двох житлових комплексів, що належать університету.  Житлове коло оточене колом спортивних споруд, невеликих адміністративних будівель і автостоянок.
Бібліотека імені Вільяма Дюбойса є однією з двох бібліотечних будівель в студмістечку та є найвищою академічною дослідницькою бібліотекою у світі, висотою 26 поверхів над землею та висотою 90,32 метри. До зведення бібліотеки наприкінці 1960-х років університетська бібліотека розташовувалась у Ґудел-холі, а до цього бібліотека була в будівлі Старої Каплиці.
Спочатку університетська бібліотека була відомою як бібліотека імені Ґудела, названа на честь Генрі Г. Ґудела, який працював бібліотекарем коледжу, викладачем сучасних мов та англійської літератури та восьмим президентом Массачусетського сільськогосподарського коледжу. Бібліотека  цінується завдяки своєму інноваційному архітектурному дизайну, який включає книжкові полиці в структурну підтримку будівлі. Тут зберігаються мемуари та документи видатного афроамериканського активіста та вихідця з Массачусетсу Вільяма Дюбойса, а також в бібліотеці зберігаються інші важливі колекції, такі як документи покійного конгресмена Сільвіо О. Конте. Спеціальні колекції бібліотеки включають роботи про рухи за соціальні зміни, афроамериканську історію та культуру, працю та промисловість, літературу та мистецтво, сільське господарство та історію навколишнього регіону.
Науково-технічна бібліотека – це ще одна бібліотека в студмістечку, розташована в Центрі аспірантури імені Джона В. Ледерла. В Массачусетському університеті в Емгерсті також зберігається кінобібліотека провідної кіностудії Німецької Демократичної Республіки ДЕФА, єдина архівна та дослідницька колекція східнонімецьких фільмів за межами Європи, а також бібліотека  Ширлі Ґрема Дюбойса в Новому африканському домі. Університет має кілька значних будівель (збудованих у 1960-х і 1970-х роках) у модерністському стилі, зокрема Кампус-центр і готель Маррея Д. Лінкольна, спроектований Марселем Бреєром, Південно-Західний житловий район, спроектований Г’ю Стаббінсом-молодшим із Skidmore, Owings & Merrill, Центр образотворчого мистецтва  - Кевіном Рошем, Бібліотека імені Вільяма Дюбойса -  Едвардом Дареллом Стоуном та Стадіон випускників імені Воррена Макґірка  - Гордоном Баншафтом. Багато зі старих гуртожитків і лекційних залів побудовані в стилі георгіанського відродження: Френч-хол, Фернолд-хол, Стокбридж-хол та Лабораторія Флінта.
Наприкінці 1990-х років приміщення студмістечка були капітально відремонтовані. Нещодавно завершені будівельні проекти в студмістечку включають новий поліцейський відділок студмістечка, будівлю маршового оркестру Minuteman імені Джорджа Н. Паркса, лабораторію природничих наук та інтегрований навчальний центр.

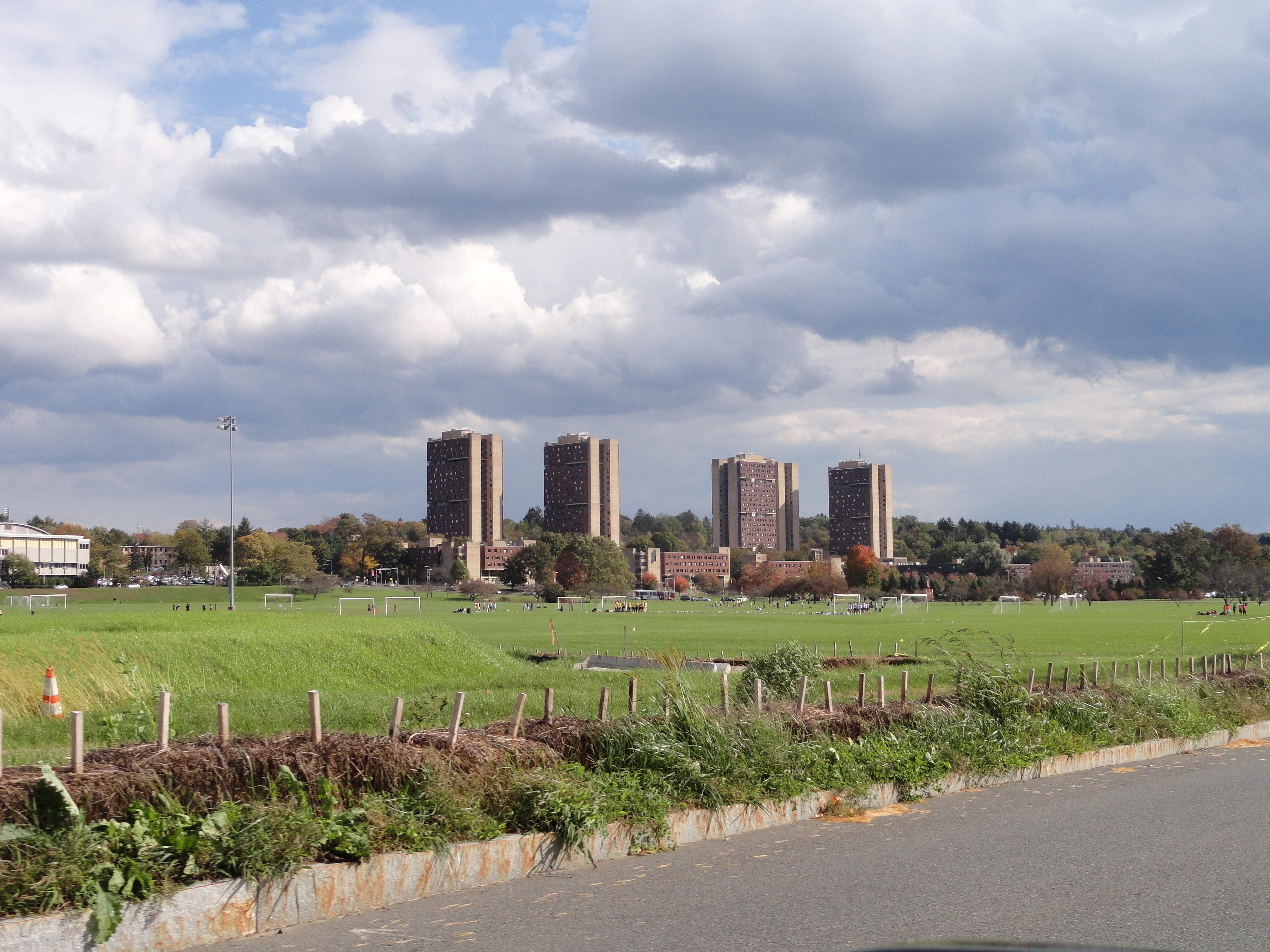
Південно-західний житловий район, вид зі спортивних майданчиків.

### Житловий побут
Массачусетський університет в Емгерсті має один з найбільших студентських житлових фондів в США.  Понад 14 000 студентів живуть у 52 гуртожитках, а родини, співробітники та аспіранти проживають у 345 одиницях у двох житлових комплексах. П'ятдесят два гуртожитки та чотири студентські багатоквартирні будинки згруповані в сім окремих і дуже різних житлових районів: Центральний, Північно-східний, Орчард-Гілл, Південно-Західний, Сільван, Північні апартаменти та житловий район мікрорайон Коледжу підвищеної підготовки.

### Значне розширення студмістечка

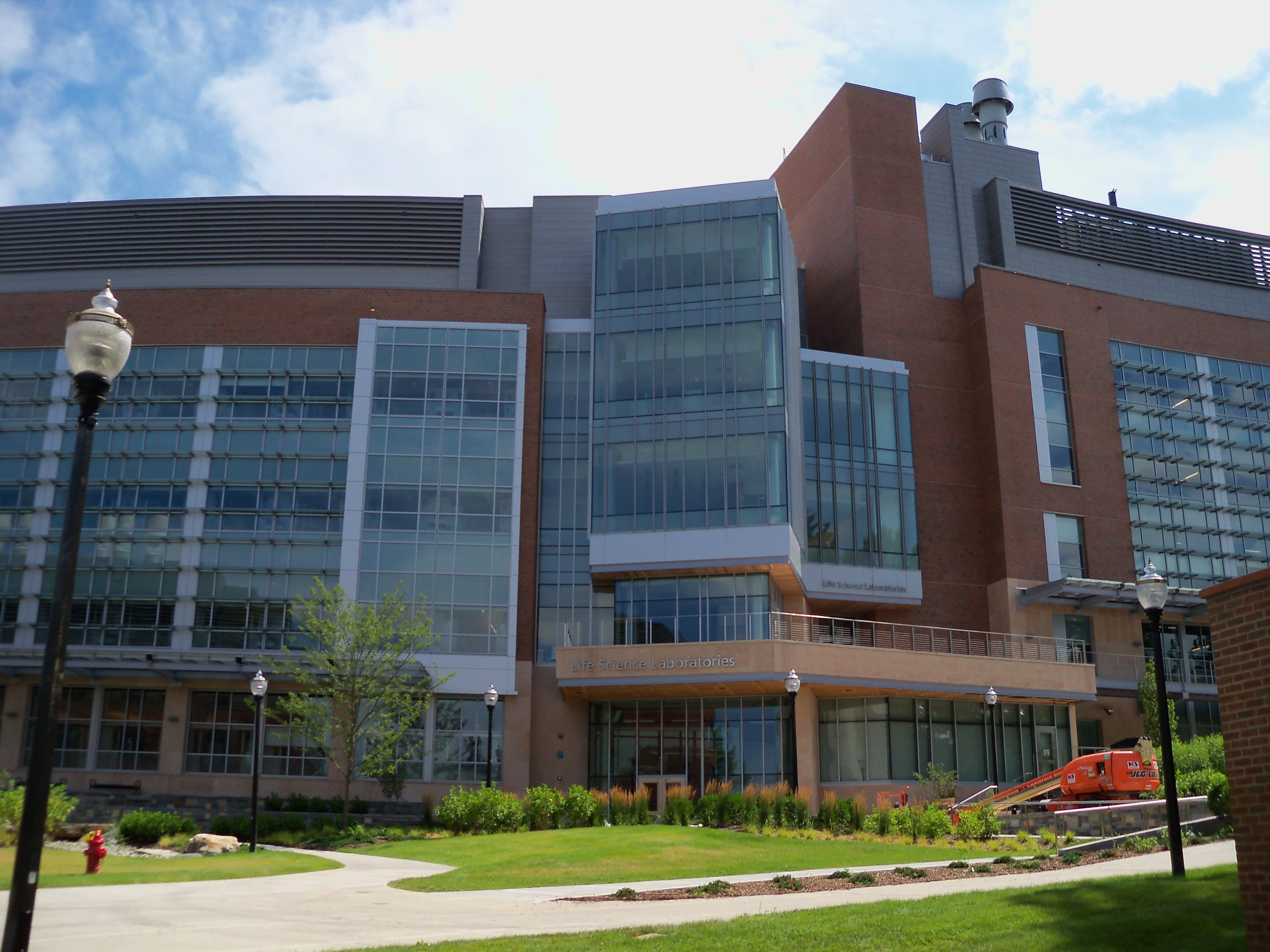
Будівля лабораторій природничих наук

Студмістечко Массачусетського університету в Емгерсті розпочало 10-річну програму капітального вдосконалення вартістю 1 мільярд доларів у 2004 році, заклавши основу для перегляду майбутнього студмістечка. Це включає будівництво будівлі нової наукової лабораторії вартістю 156 мільйонів доларів США, баскетбольного центру Champions Basketball Centre вартістю 30 мільйонів доларів США, навчального корпусу вартістю 85 мільйонів доларів США та 30 мільйонів доларів США на реконструкцію футбольного стадіону.
На початку 2016 року було завершено будівництво нової електричної підстанції, розташованої біля ферми Тілсон. Метою підстанції є ефективніше та надійніше постачання електроенергії до університету з економією приблизно 1 мільйона доларів на рік. Проект був створений у партнерстві з  компанією-постачальником комунальних послуг Eversource, і коштував приблизно 26 мільйонів доларів.
У квітні 2017 року університет офіційно відкрив свою нову Дизайнерську будівлю. Раніше проект будівлі площею 8 100 квадратних метрів оцінювався в 50 мільйонів доларів. Ця будівля, побудована з багатошарових дерев'яних панелей є найсучаснішою такою будівлею в США, а також найбільшою сучасною дерев'яною будівлею на північному сході США.

### Кампус Маунт-Іда Массачусетського університету в Емгерсті
6 квітня 2018 року Коледж Маунт-Іда оголосив, що Массачусетський університет поглине його студмістечко. Студенти Коледжу Маунт-Іда отримали гарантований перехід до Массачусетського університету в Дартмуті, а студмістечко стало частиною Массачусетського університету в Емгерсті. Студемістечко отримало назву «Кампус Маунт-Іда Массачусетського університету в Емгерсті» і функціонує як супутникове студмістечко для Массачусетського університету в Емгерсті. Студмістечко в першу чергу служить центром підготовки до кар'єри на території Великого Бостону та можливостей експериментального навчання для студентів Массачусетського університету в Емгерсті. Програми, які пропонуються в нещодавно придбаному студмістечку, дозволять узгодити сильні сторони Массачусетського університету в Емгерсті зі зростаючим попитом на таланти в сферах, які рухають економіку Массачусетса, включаючи охорону здоров'я, бізнес, інформатику та інші спеціальності, що належать до сфери STEM.

### Безпека в студмістечку
До функцій, що забезпечують безпеку студмістечка належать контрольований доступ до гуртожитків, телефони екстреної допомоги, освітлені тротуари та цілодобове поліцейське патрулювання студентського містечка пішки та на транспортних засобах.
В студмістечку кілька разів відбувались заворушення, пов'язані із спортивними подіями:  після того, як команда з американського футболу «Бостон Ред Сокс» виграла Світову серію 2007 року, після того, як «Ред Сокс» вилетіли в плей-офф 2008 року, після того, як футбольна команда Массачусетського університету програла футбольний чемпіонат в першому дивізіоні Національної асоціації студентського спорту у 2006 році, після перемоги у Світовій серії «Ред Сокс» у 2004 році, після поразки «Ред Сокс» у плей-офф 2003 року, після першої перемоги команди «Патріотс» у Суперкубку над Сент-Луїсом у 2001 році та після поразки «Ред Сокс» у Світовій серії  у 1986 році. Більшість цих заворушень були ненасильницькими з боку студентів, за винятком заворушень 1986 року, під час яких суперечка між сотнями студентів переросла в расові суперечки, коли на темношкірого студента напали п’ятнадцять-двадцять білих студентів і його побили до втрати свідомості згідно з архівами массачусетської газети The Republican. У зв'язку з цими подіями студенти працювали над відкритим діалогом з адміністрацією та відділом поліції про безпеку студмістечка, право на зібрання, поліцію та кращі методи контролю натовпу.

### Конфлікт з приводу іранських студентів
На початку 2015 року Массачусетський університет в Емгерсті опублікував оголошення про те, що «Університет вирішив, що він більше не прийматиме студентів-іранців на спеціальні програми в Інженерному коледжі (зокрема, на програми хімічної інженерії, електротехніки та комп'ютерної інженерії, машинобудування та промисловості) та в Коледжі природничих наук (зокрема, програми фізики, хімії, мікробіології та полімерної науки та інженерії) з 1 лютого 2015 року.» Університет стверджує, що це оголошення було опубліковано через те, що аспірант прибув до Ірану для виконання проекту, а пізніше йому було відмовлено у візі. Ця подія разом із закликами юридичних консультантів сприяли переконанню, що такі інциденти перешкоджають їхнім можливостям надати іранським студентам «повну програму освіти та досліджень для іранських студентів» і, таким чином, виправдовують зміну їхньої політики прийому. Наступна критика в студмістечку та за його межами, а також широкий розголос у ЗМІ змінили думку керівництва університету. У результаті 18 лютого Массачусетський університет в Емгерсті зробив заяву, в якій зобов'язався знову дозволити іранським студентам подавати заявки на вищезгадані аспірантські програми. Того ж дня офіційний представник Державного департаменту США заявив в інтерв'ю, що: «Закони та правила США не перешкоджають іранцям подорожувати до Сполучених Штатів або навчатися за інженерною програмою будь-яких навчальних закладів США». Массачусетський університет в Емгерсті замінив заборону навчання на вищезгаданих програмах політикою, спрямованою на розробку спеціальних навчальних програм для прийнятих іранських громадян на основі їхніх потреб. Незважаючи на меншу суперечливість, ця політика все ж викликала негативну реакцію: один студент сказав: «Розчаровує, що цей університет, який начебто має бути таким широко-світоглядним, змушує мене підписати документ, про те, що я не повернусь додому і не створю бомбу, або щось в такому дусі.»

## Студентське життя

### Мистецтво в студмістечку
Студмістечко Массачусетського університету в Емгерсті пропонує різноманітні мистецькі майданчики, як для театральних, так і для образотворчих мистецтв. Найвидатнішим майданчиком є Центр образотворчого мистецтва, побудований у 1975 році. У Центрі протягом всього року відбуваються театральні, музичні та танцювальні вистави. Серед заходів, що відбуваються у Центрі -  літня музична програма «Джаз у липні», програма «Азійське мистецтво та культура», серія «Чарівний трикутник», в рамках якої відбуваються музичні, танцювальні та театральні вистави, культурно-мистецькі заходи, показ фільмів, виступи, семінари, майстер-класи та спеціальні сімейні події. Університетський музей сучасного мистецтва в Центрі образотворчого мистецтва має постійну колекцію сучасного мистецтва, що налічує близько 2600 робіт, і щороку проводить численні виставки образотворчого мистецтва, а також семінари, майстер-класи, та мистецькі резиденції.
Маллінз-центр на 9000 місць є багатофункціональною ареною, де Массачусетський університет в Емгерсті, проводить різноманітні заходи, включаючи виступи спікерів, рок-концерти та бродвейські шоу. Крім того, кафедри музики, танцю та театру, Центр Ренесансу та численні студентські групи, присвячені мистецтву, пропонують еклектичне меню вистав протягом року.
Міжкафедральна програма кінодосліджень організовує Массачусетський мультикультурний кінофестиваль в студмістечку з 1993 року.

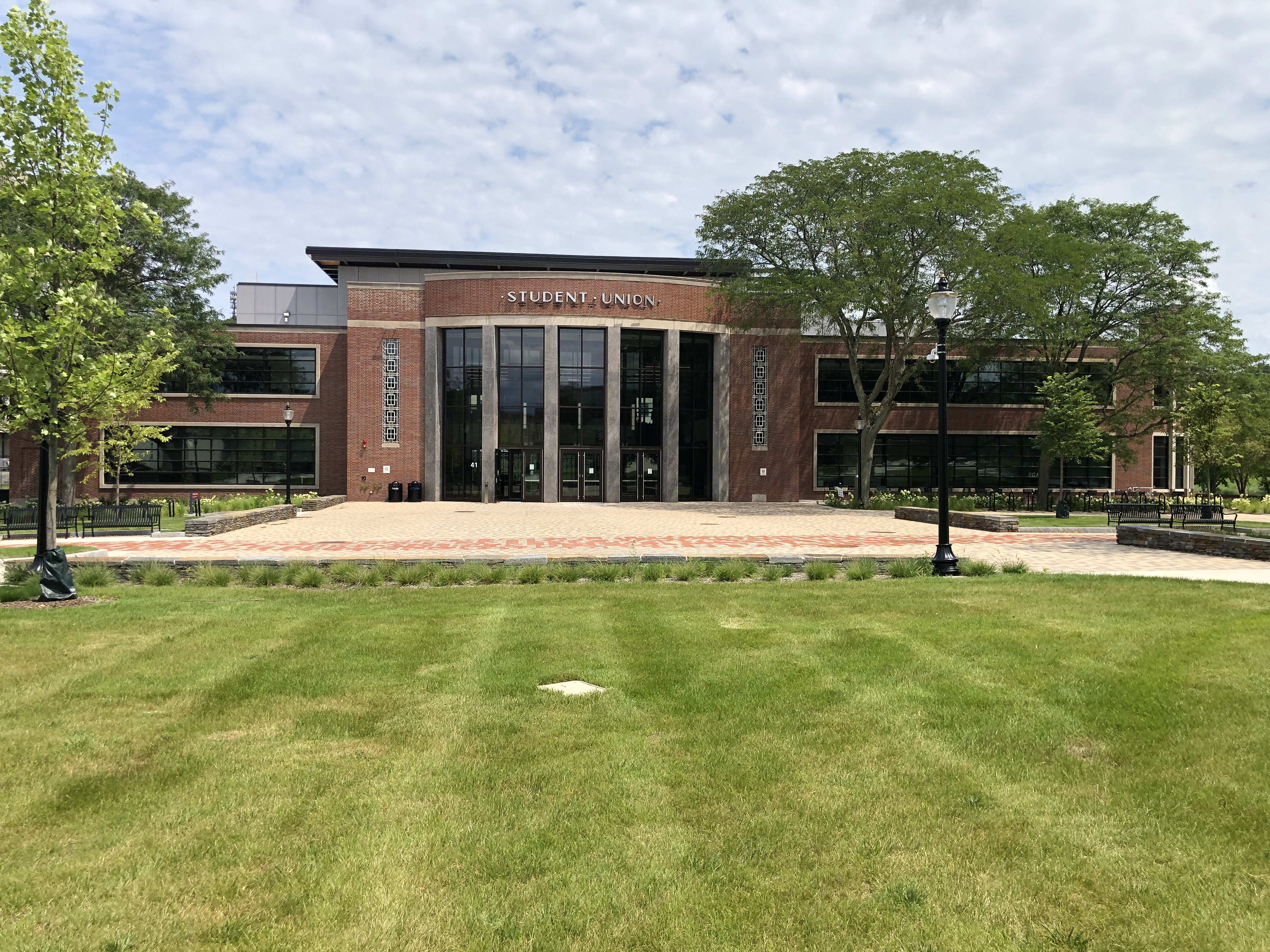
Студентська спілка

### Групи та заходи
Массачусетський університет в Емгерсті  має історію протестів та активності серед студентів і аспірантів. Крім того, в університеті діють понад 200 зареєстрованих студентських організацій.

#### Асоціація студентського самоврядування
Асоціація студентського самоврядування (англ. Student Government Association; SGA) є органом студентського самоврядування студентів бакалаврату та забезпечує фінансування багатьох зареєстрованих студентських організацій і агентств, включаючи Студентську юридичну службу і Центр студентського бізнесу. Асоціація також дає офіційні рекомендації з питань політики студмістечка та виступає від імені студентів бакалаврату в університетській адміністрації, нестудентських організаціях та місцевій адміністрації і уряді штату Массачусетс. Станом на 2023 навчальний рік бюджет Асоціації студентського самоврядування становив понад 7,5 мільйонів доларів США на рік, який збирається зі студентів у вигляді плати за студентську діяльність у розмірі 266 доларів США на рік.

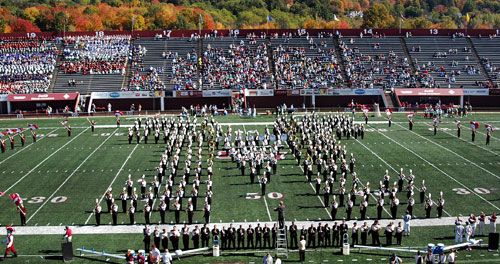
Маршируючий гурт Minuteman під час шоу перед грою.

#### Маршируючий гуртMinuteman
Массачусетський університет в Емгерсті має найбільший маршируючий гурт у Новій Англії. Minuteman Marching Band складається з понад 390 учасників і регулярно бере участь у матчах американського футболу. Гурт також виступає в різних інших місцях і на заходах, таких як Фестиваль університетських маршируючий гуртів в Аллентауні, Пенсільванія, Американські гурти в Індіанаполісі, парад до Дня подяки Macy's, парад троянд в Пасадіні, Каліфорнія, а також іноді в Монреалі, Квебек, Канада.

#### Братства і сестринства
Братства, сестринства та почесні товариства існують із часів започаткування студмістечка. Першим, з першим братством було братство з латинською назвою QTV, яке з'явилось в 1869 році, і першим сестринством було місцеве сестринство Дельта-фі-гамма, яке з'явилось у 1916 році. Приблизно 1500 студентів кожного навчального року є активними членами братств та сестринств.
Альфа-тау-гамма, місцеве братство, пов’язане зі Стокбриджською школою сільського господарства, пожертвувало 500 001 долар на виплату зарплати директору Стокбриджської школи сільського господарства.
Сьогодні більшість осередків братств та сестринств є афілійованими з національними товариствами, але залишаються в основному самоврядними.

### ЗМІ

#### The Massachusetts Daily Collegian
The Massachusetts Daily Collegian, офіційна газета Массачусетського університету в Емгерсті, виходить з понеділка по четвер протягом календарного семестру. Collegian — це некомерційна студентська організація, яка не отримує фінансування від університету чи студентських зборів. Collegian повністю працює за рахунок доходів від реклами. Заснована в 1890 році, газета починалася як Aggie Life, потім стала College Signal в 1901 році, Weekly Collegian в 1914 році та Tri-Weekly Collegian в 1956 році. Газета Collegian виходить щодня з 1967 року, а з січня 1994 року виходить як широкоформатна газета.

#### WMUA 91.1 FM
Студентська радіостанція WMUA — це некомерційна радіостанція з федеральною ліцензією, яка обслуговує долину річки Коннектикут у західному Массачусетсі, північному Коннектикуті та південному Вермонті. Незважаючи на те, що станцією керують студенти денної форми навчання Массачусетського університету, членами станції можуть бути різні члени університету (студенти та аспіранти, викладачі та співробітники), а також люди з навколишніх громад.

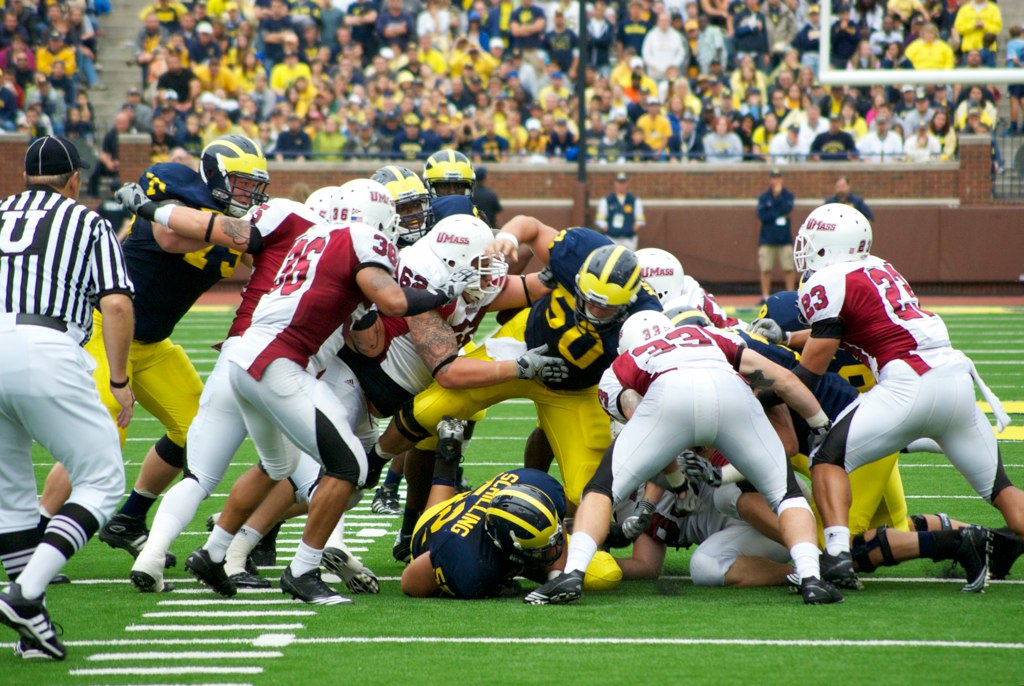
Команда Minuteman Массачусетського університету грає з командою Michigan Wolverines у 2010 році.

## Спорт
Массачусетський університет в Емгерсті є членом першого дивізіону Національної асоціації студентського спорту. Університет є членом спортивної конференції коледжів Atlantic 10 Conference, а в частині гри в хокей, є членом хокейної конференції коледжів Hockey East.
Спортивні команди Массачусетського університету в Емгерсті спочатку називались Aggies, пізніше — Statemen, потім — Redmen. У зв'язку із зміною ставлення до використання символів, пов'язаних із корінними американцями, університет змінив назву спортивних команд 1972 році на Minuteman, назву, що відсилає до історичних стосунків мінітменів, членів ополчення північноамериканських колоністів, з Массачусетсом; жіночі команди та спортсменки називаються Minutewomen.
Спортивна кафедра Массачусетського університету в Емгерсті наразі спонсорує міжвузівські змагання з бейсболу, баскетболу, кросу, хокею, американського футболу, лакроссу, футболу, плавання, а також легкої атлетики в приміщенні та на відкритому повітрі. Кафедра також спонсорує жіночі міжвузівські змагання з баскетболу, софтболу, крос-кантрі, веслування, лакроссу, футболу, плавання, хокею на траві, легкої атлетики в приміщенні та на відкритому повітрі та тенісу.

## Видатні випускники
У всьому світі нараховується більше 290 000 випускників Массачусетського університету в Емгерсті. Серед відомих випускників університету — професіональний гравець в американський футбол Ґрег Лендрі, біолог Джефф Корвін, канадська музикантка Баффі Сент-Марі, музикант Тадж-Махал, американський актор та режисер Білл Пекстон, сценарист та письменник Вільям Монахан, американський юрист Кеннет Файнберґ, американський гуморист та актор Білл Косбі, американська співачка Наталі Коул, американський баскетболіст Джуліус Ірвінг, баскетбольний тренер Рік Пітіно, американський актор Білл Пуллман, педагог та борець за громадянські права Бетті Шабаз, американська футболістка Бріана Скаррі, американський бізнесмен та багаторічний генеральний директор компанії General Electric Джек Велч, американський бізнесмен та менеджер, багаторічний очільник компанії General Motors Джон Ф. Сміт мол., бейсболіст Джефф Рірдон, бейсболіст Майк Фланаган, бізнесмен та музичний менеджер Лоуренс Местел і актор та продюсер Річард Гір.

Видатні випускники
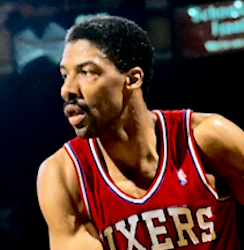
Джуліус Ірвінг, баскетболіст із Залу слави
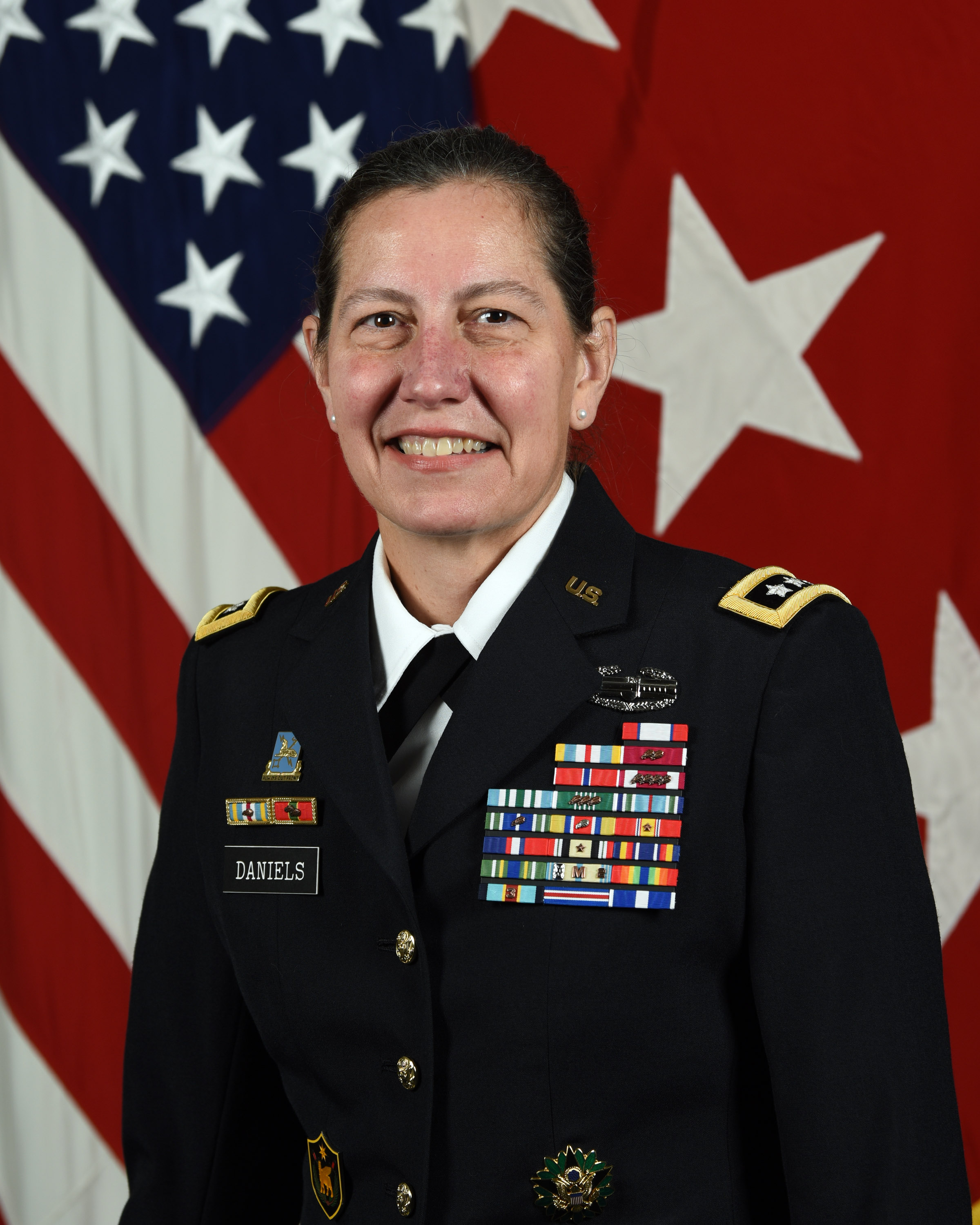
Лейтенант Джоді Деніелс  (Магістр наук 1993, Доктор філософії 1997, Почесний доктор наук 2019), 34-й Голова Резерву Армії США
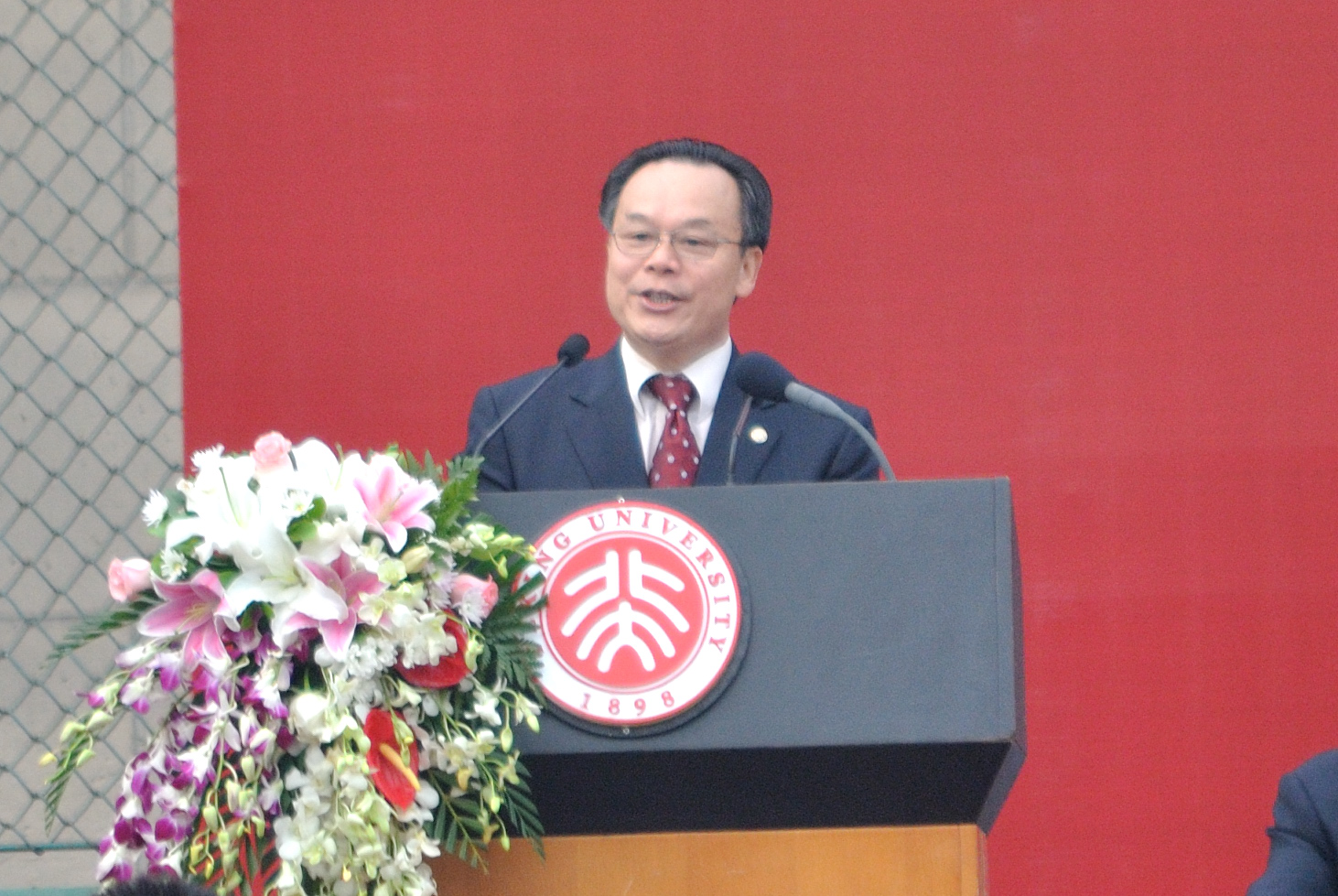
Чжоу Ціфен, 13-й президент Пекінського університету
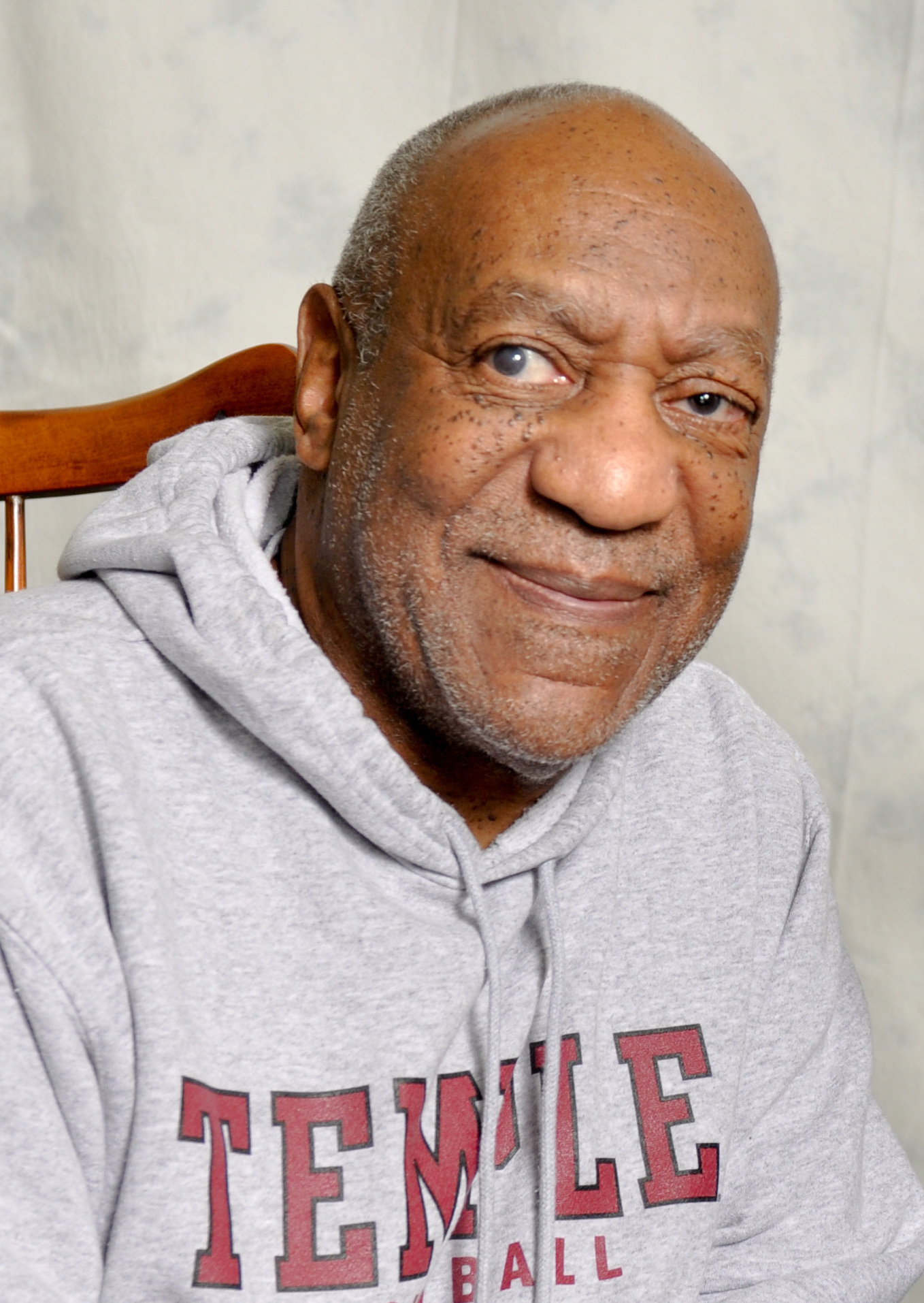
Білл Косбі, стендап-комік і актор
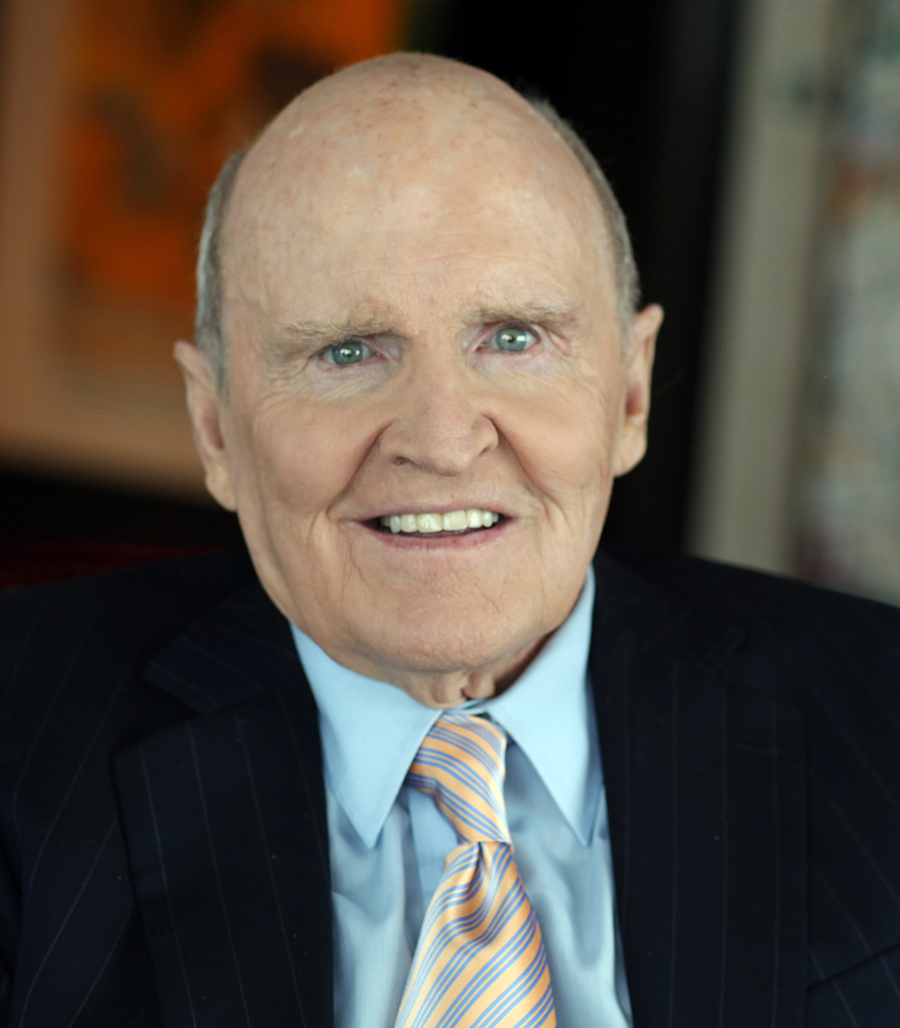
Джек Велч (бакалавр 1957, почесний доктор 1982), колишній голова правління та генеральний директор General Electric
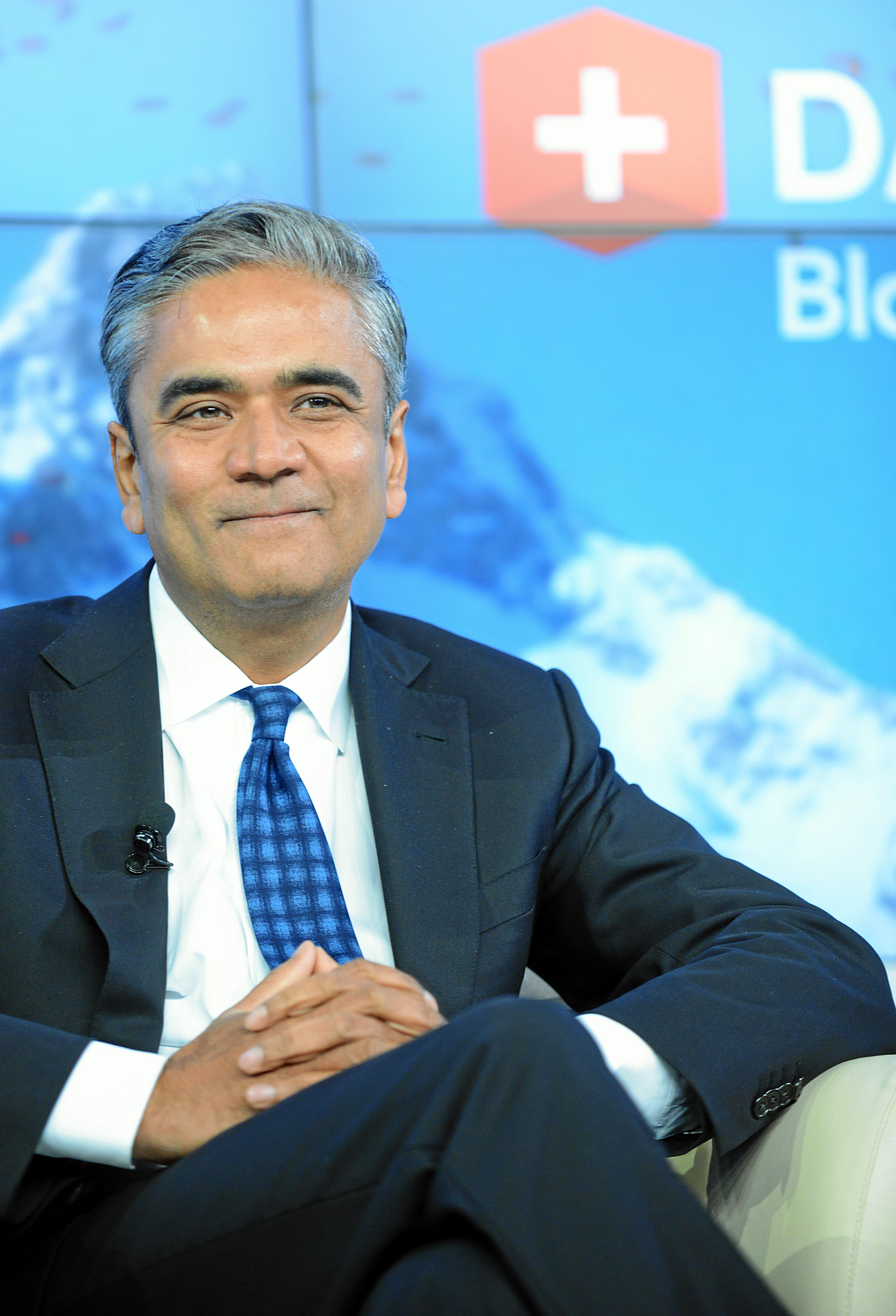
Аншуман Джейн(Магістр бізнес-адміністрування 1985), колишній співголова та співголова Deutsche Bank
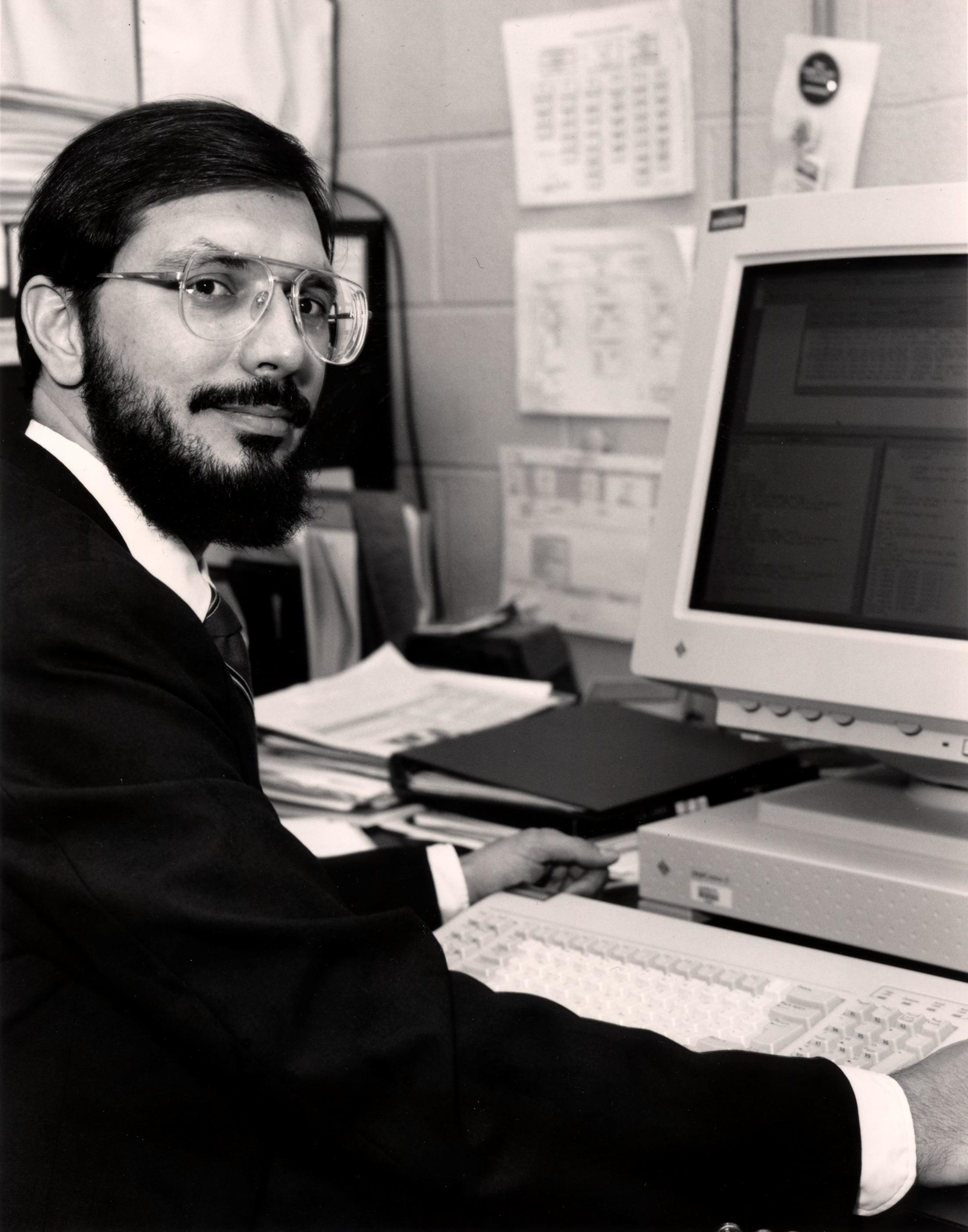
Рассел Галс (Доктор філософії 1975), Нобелівська премія з фізики
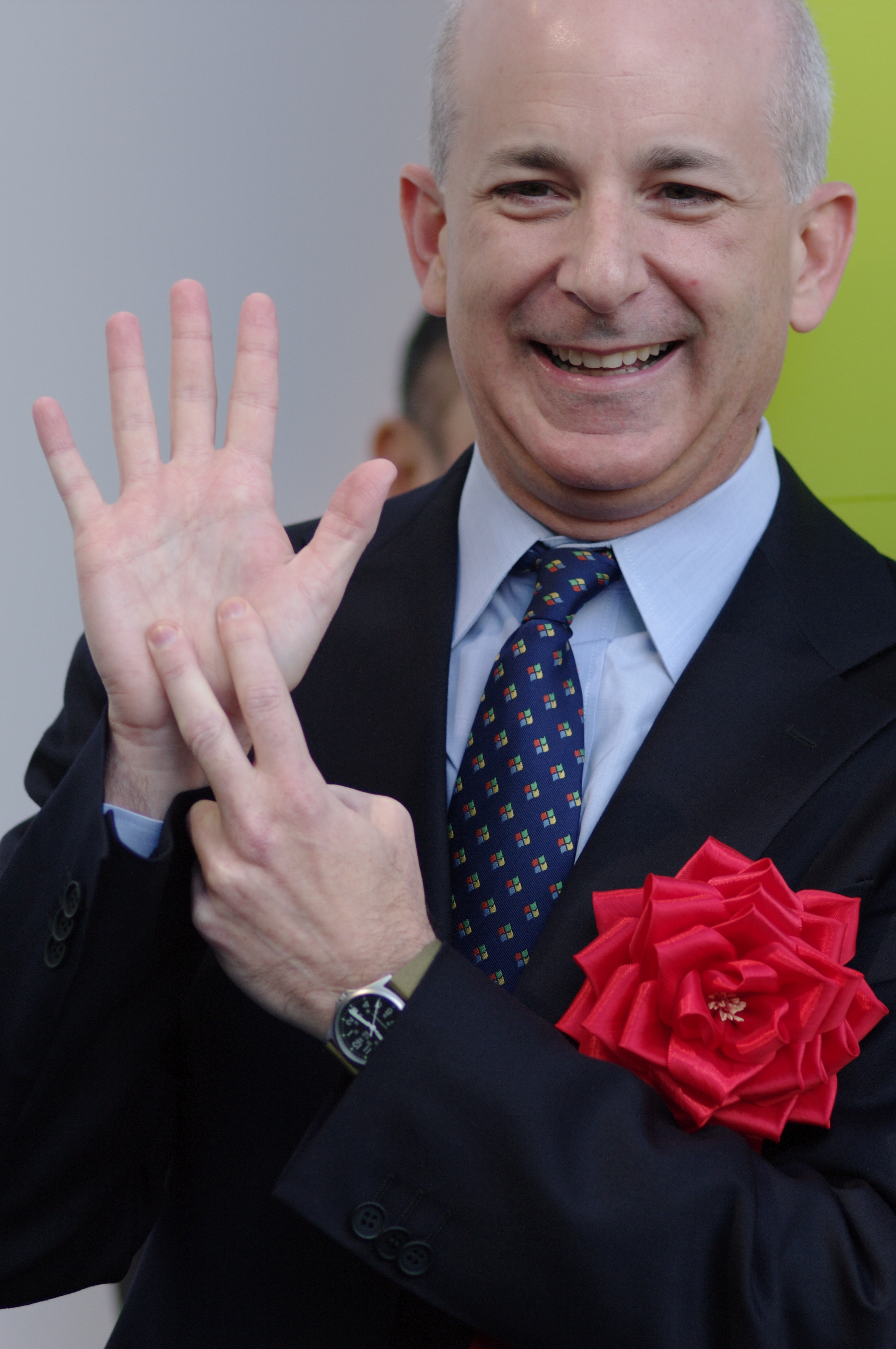
Стівен Сінофскі, колишній президент Windows у Microsoft
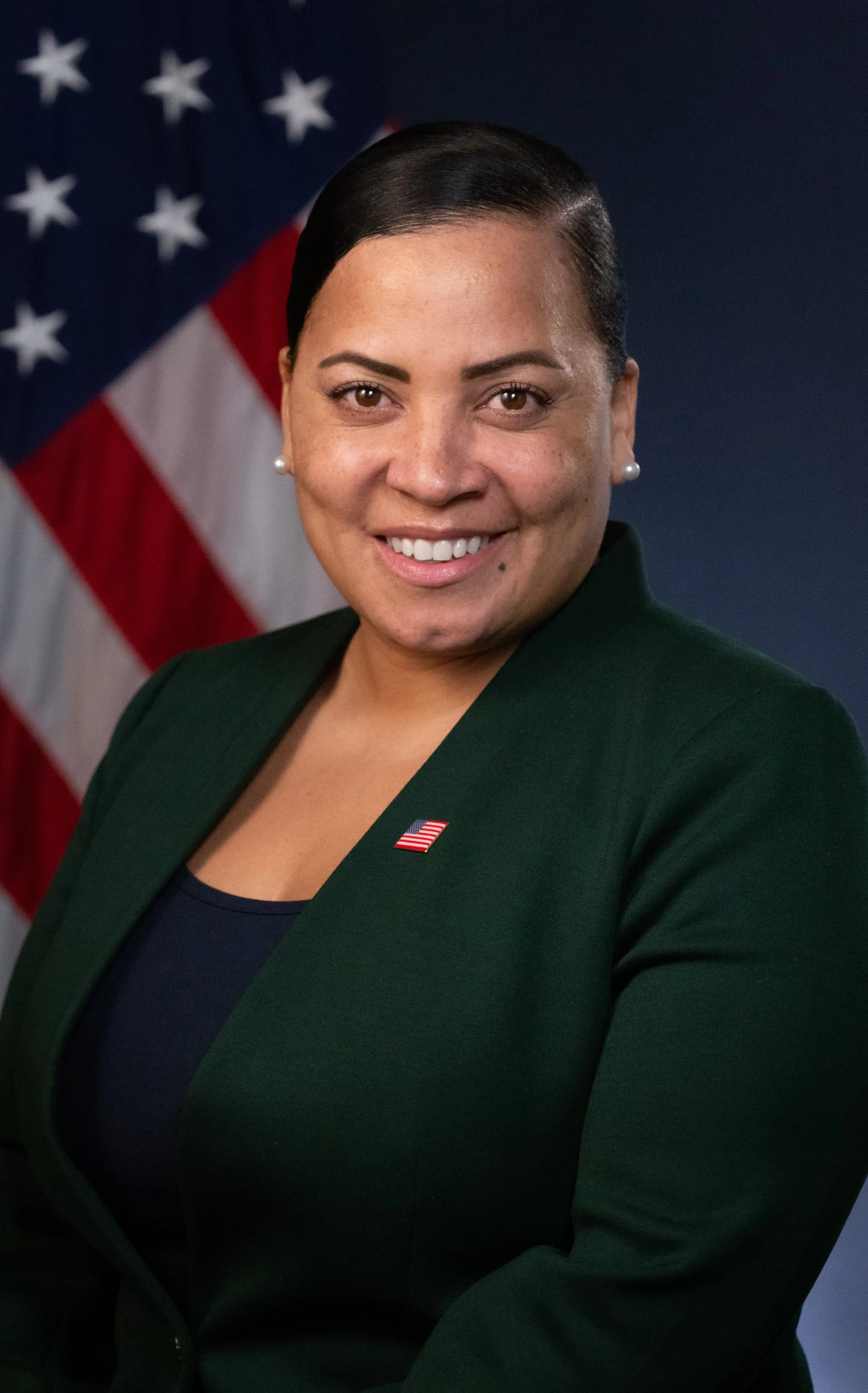
Рейчел Роллінз,федеральний прокурор  округу Массачусетс
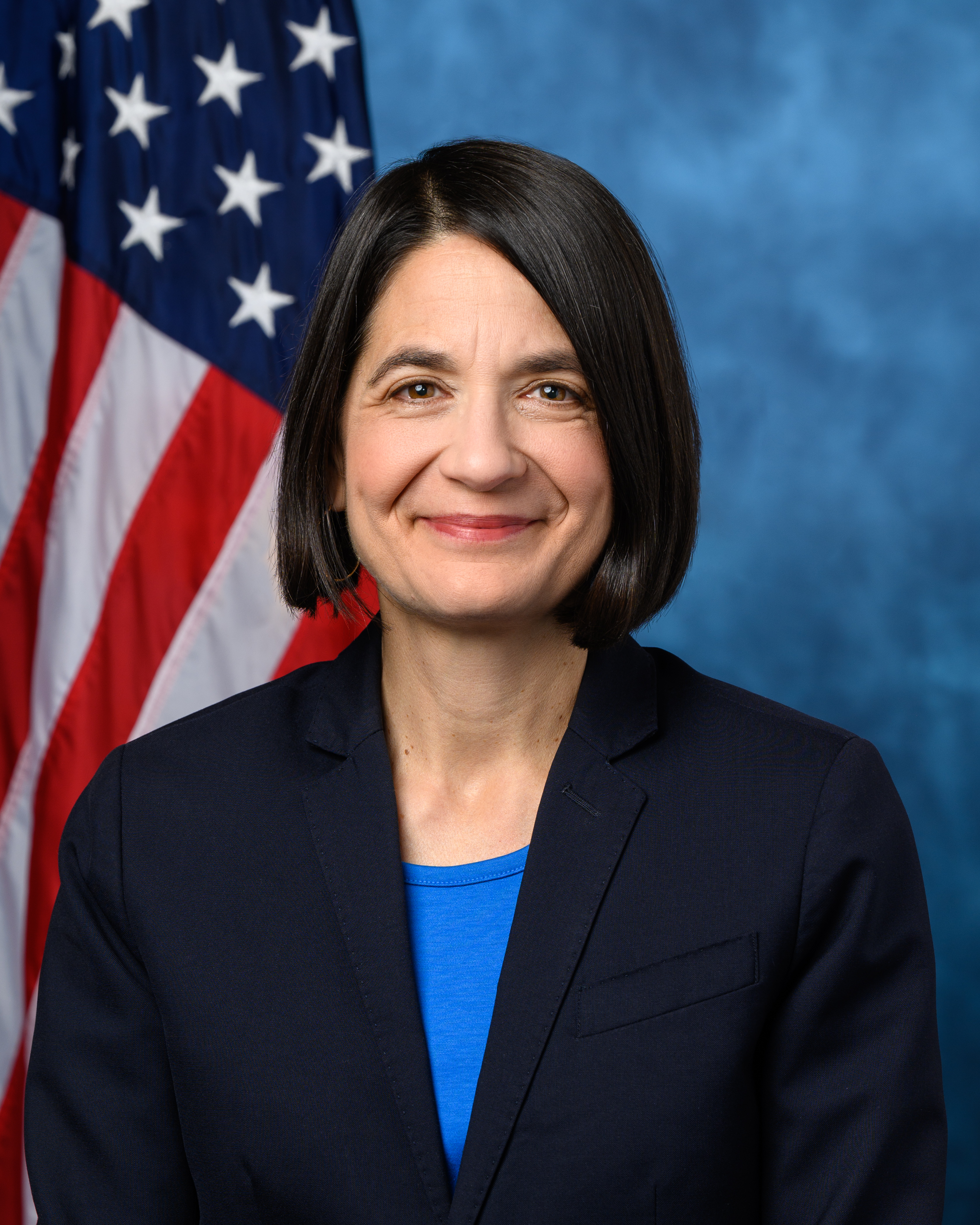
Бекка Бейлінт (Магістр мистецтв 2001),член Палати представників США від Вермонту
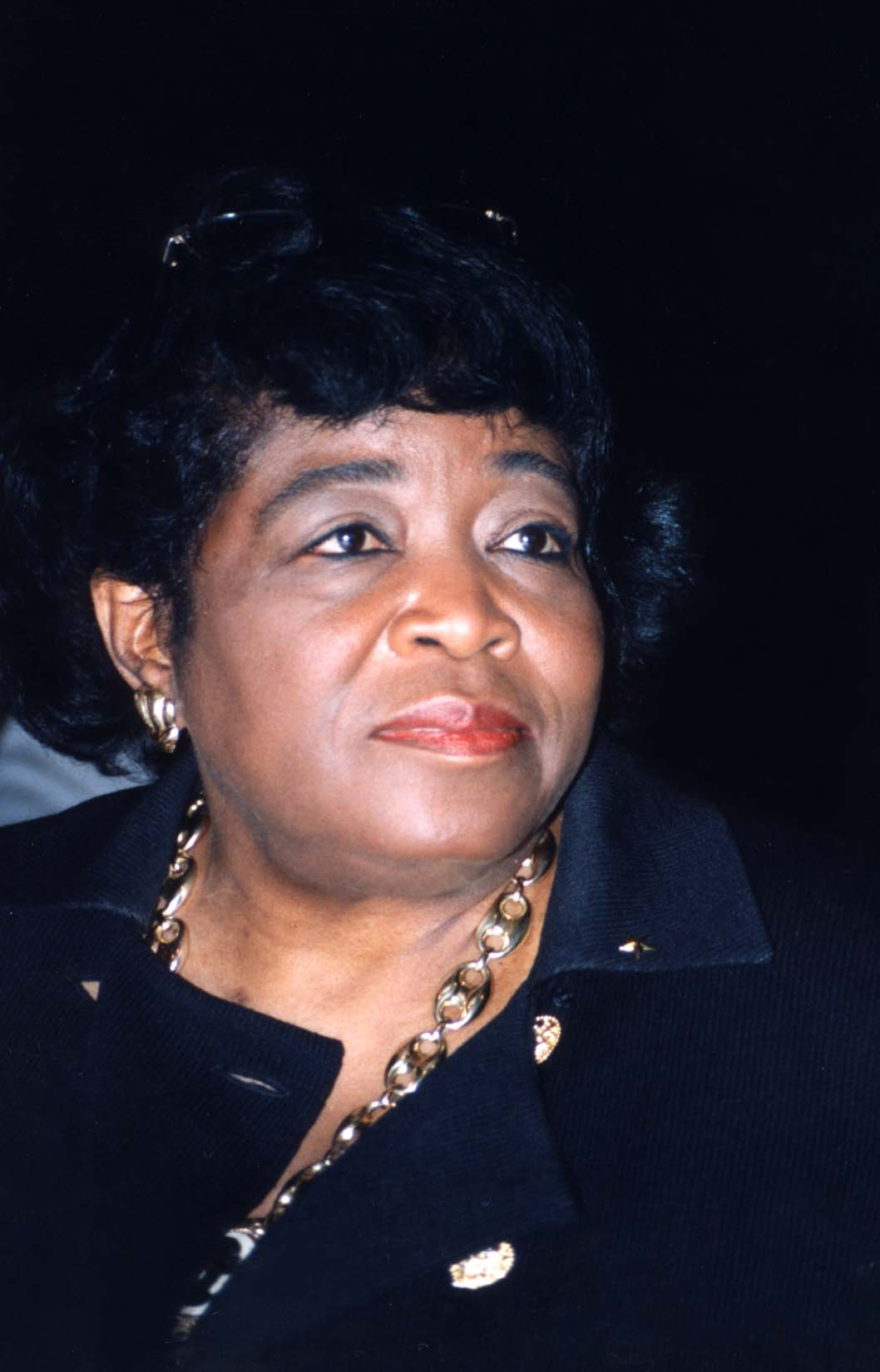
Бетті Шабаз, борець за громадянські права
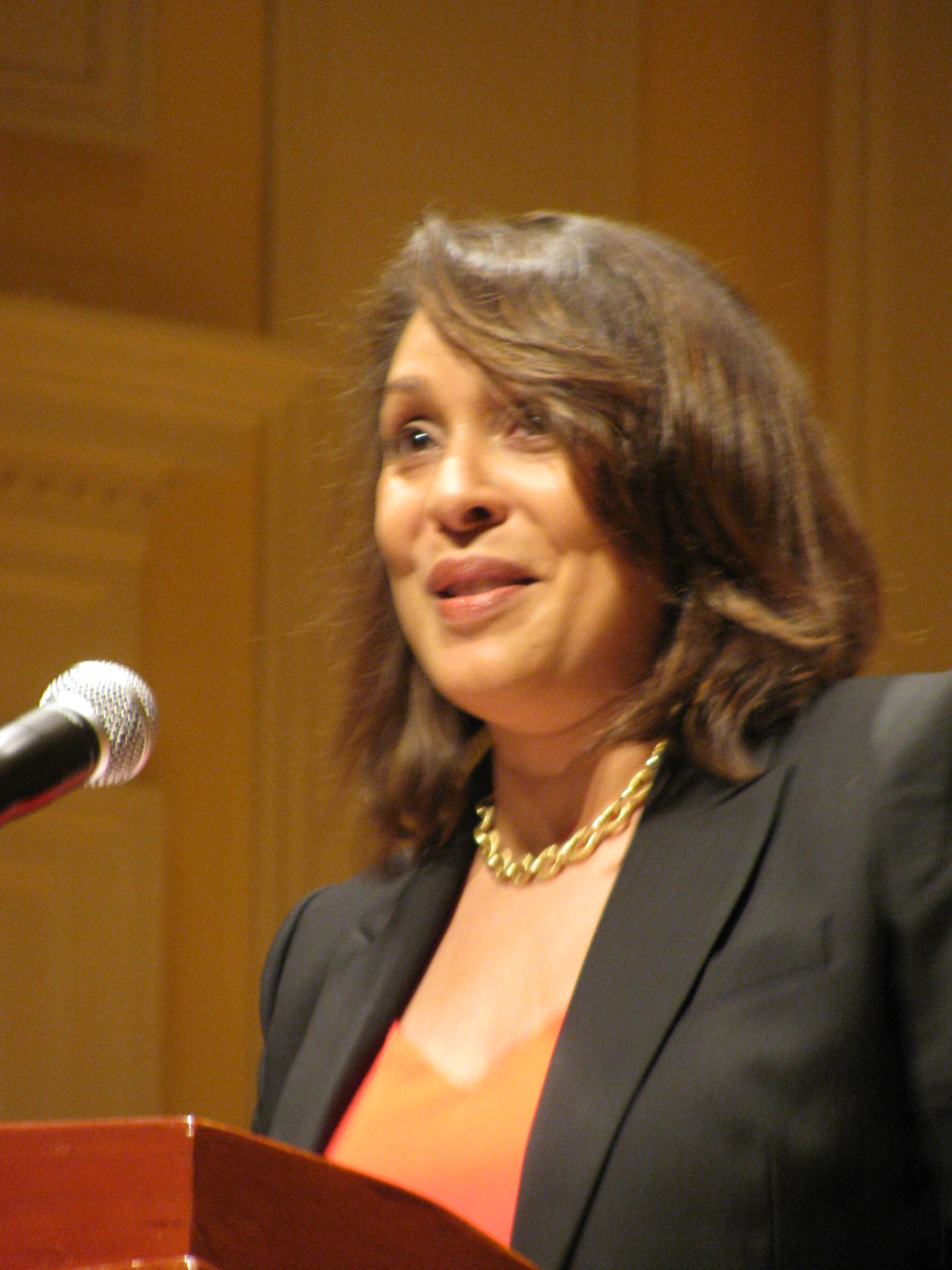
Наташа Третві, поет-лауреат США, лауреат Пулітцерівської премії
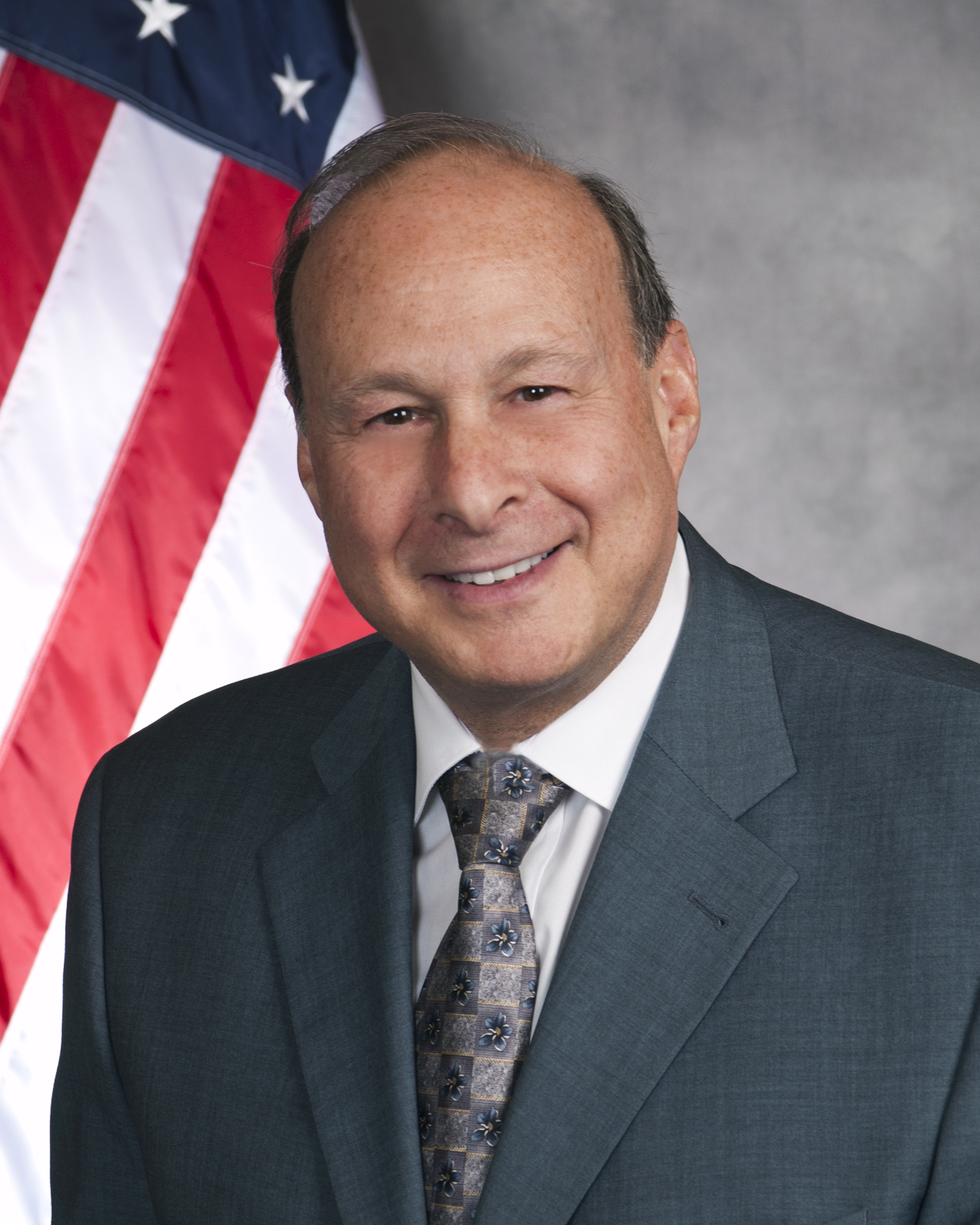
Стен Розенберг, 93-й президент Массачусетського сенату
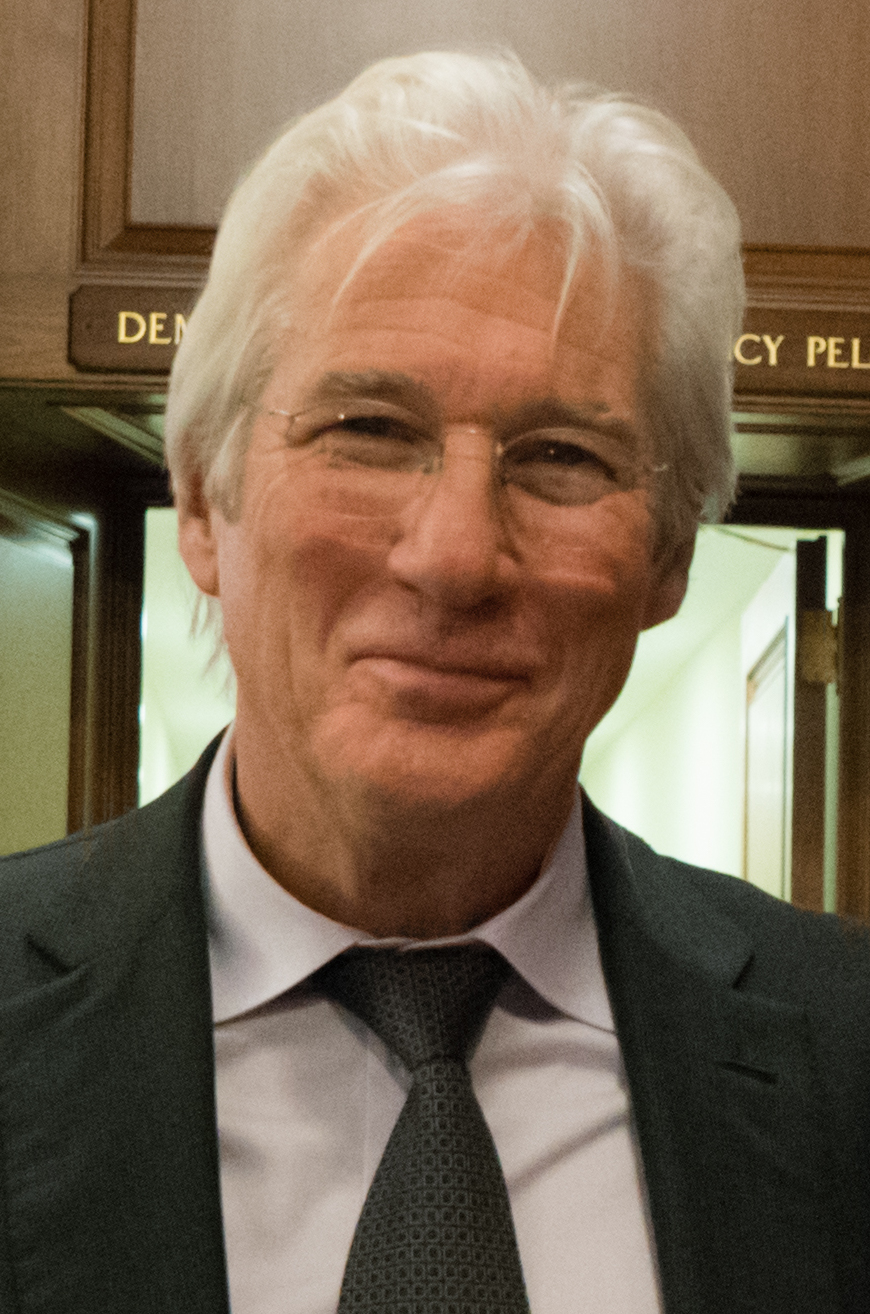
Річард Гір, кіноактор і продюсер

## Відомі викладачі та співробітники
Серед відомих викладачів університету — Шейла Беїр, колишня голова Федеральної корпорації страхування вкладів США; Чак Клоуз, відомий фотореаліст; Семюел Р. Ділейні, письменник і критик; Вінсент Детьє, фізіолог-піонер; Тед Г'юз, британський поет-лауреат; Макс Роуч, який вважається одним із найвидатніших джазових барабанщиків в історії; Лінн Маргуліс, відомий біолог; Стівен Резнік і Річард Д. Вольф, неортодоксальні економісти; Джеймс Тейт, поет, лауреат Пулітцерівської премії; і Роберт Пол Вульф, політолог; Пітер Гізі, поет; Оушен Вуонг, поет, лауреат премії Т. С. Еліота; медіакритик Сут Джаллі та феміністичний економіст Ненсі Фолбре.